# Tmarus paulensis
Tmarus paulensis là một loài nhện trong họ Thomisidae.
Loài này thuộc chi Tmarus. Tmarus paulensis được miêu tả năm 1935 bởi Piza.